# Amauridia rona
Amauridia rona là một loài bướm đêm trong họ Noctuidae.